# Recke von der Horst

Wappen der von der Recke von der Horst

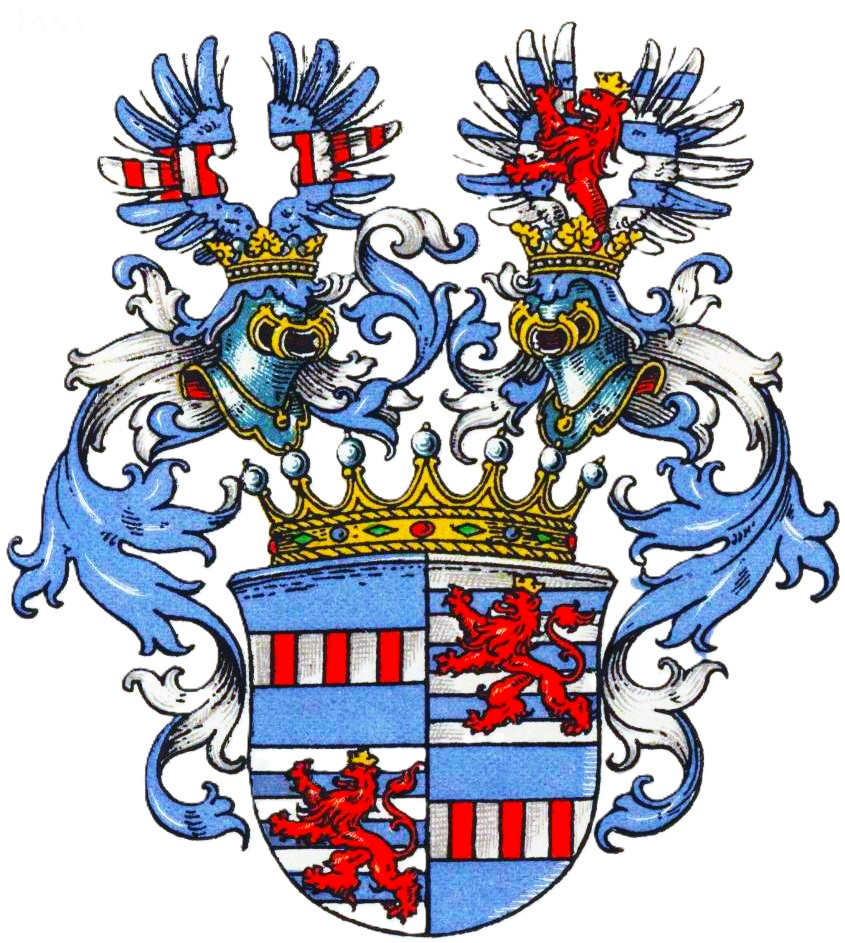
Wappen der Freiherren von der Recke von der Horst im Wappenbuch des Westfälischen Adels

Von der Recke von der Horst ist der Name eines alten westfälischen Adelsgeschlechtes. Der Ahnherr der Familie von der Recke von der Horst, Johann zu Camen, wurde 1546 geboren und starb im Jahre 1609.

## Geschichte

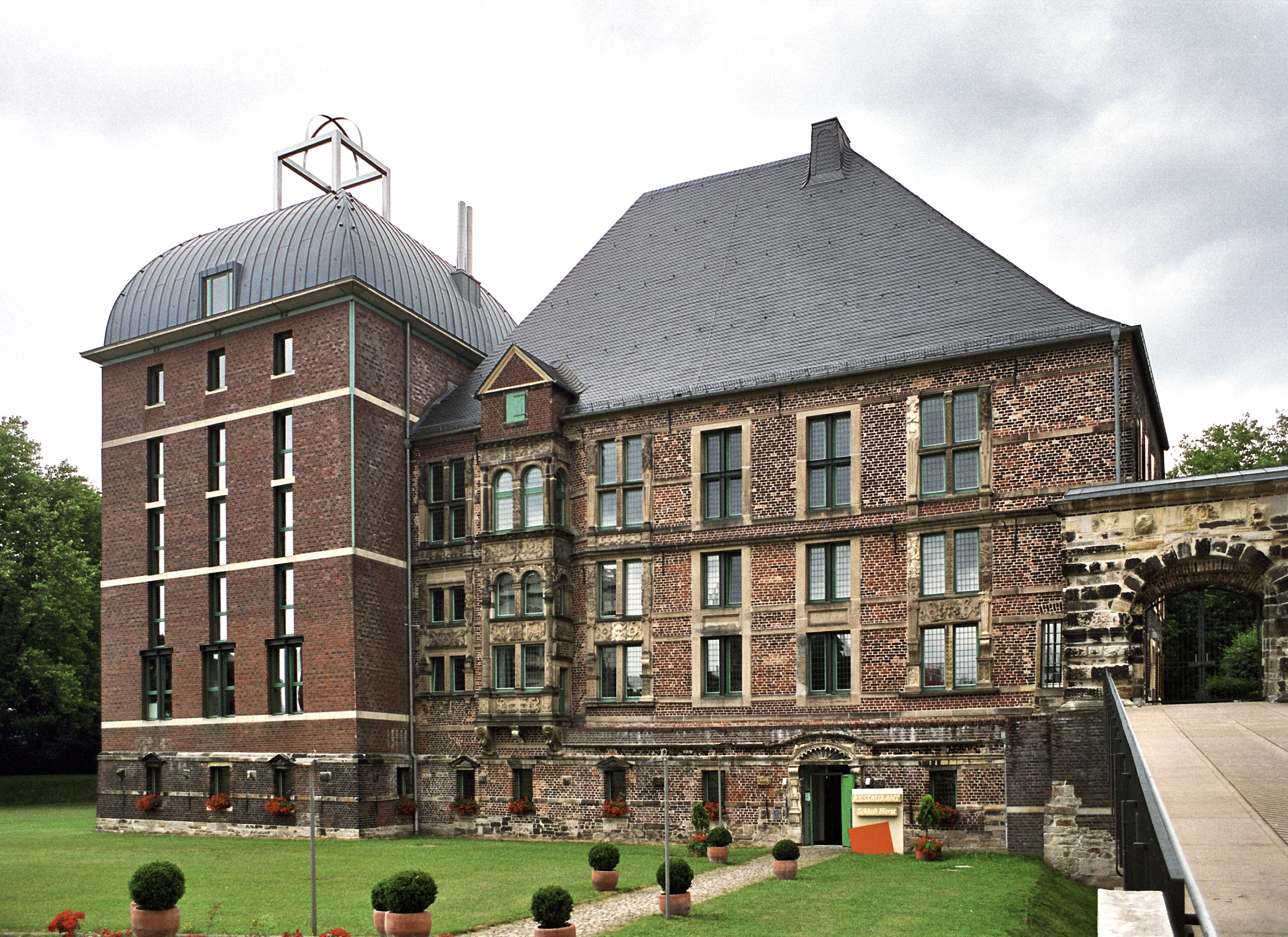
Erhaltener Eingangsflügel von Schloss Horst mit nördlichem Eckturm

Diederich, der Sohn Johanns, erbte gemeinsam mit seiner Frau Sybille von Loë das Schloss Horst in der Veste Recklinghausen. Diederich verstarb im Jahre 1625 und hinterließ Schloss und Herrlichkeit Horst seinem Sohn Johann Bertram von der Recke. Von Johann Bertram ist bekannt, dass er zwei Söhne hatte.
Hermann Diederich wurde am 9. März 1640 geboren und war zunächst Herr zu Horst und Heydemühlen. Er verkaufte Schloss Horst und erwarb anschließend einen repräsentativen Rittersitz an der Lippe.
Der Enkel von Hermann Diederich, Diederich v. d. Recke v. d. Horst verstarb 1796. Dieser hatte ebenfalls zwei Söhne, von denen nur wenig überliefert und dokumentiert ist. Aus der Reckschen Familienchronik geht jedoch hervor, dass nicht auszuschließen ist, dass noch heute Nachfahren dieser Linie existieren. Namentlich taucht hier im Jahre 1740 Hermann Diederich von der Horst in Erscheinung der 1820 verstarb.
Über Hermann Diederichs Bruder, Johann Adolf († 1736), liegt ebenfalls nur wenig Überliefertes vor. Von seinem Urenkel Friedrich Gustav weiß man jedoch, dass er Theologie studierte und schriftstellerisch tätig war. Darüber hinaus wurde er zum Generalsuperintendenten von Schaumburg-Lippe ernannt.

## Adelsanerkennung
Am 9. April 1677 erhob Kaiser Leopold Johann Bertram von der Recke und alle seine Nachkommen in den erblichen Reichsfreiherrenstand. Die Mitglieder dieses Familien-Zweiges nannten sich nun Reichsfreiherren von der Recke von der Horst. Einer der bekanntesten Repräsentanten der Linie Recke von der Horst war der Regierungspräsident Eberhard von der Recke von der Horst (1847–1911).

## Wappen
Wappenschild geviert. Im ersten und vierten Feld das Stammwappen der Familie von der Recke und im zweiten und dritten Felde ein gekrönter roter springender Löwe in einem zehnmal blau und silber quergestreiftem Feld (Wappen der v. d. Horst). Auf dem Helm mit blau-silbernen und rot-silbernen Decken ein gekrönter roter springender Löwe zwischen einem offenen blau-silbernen Adlerflug.

## Namensträger
- Eberhard von der Recke von der Horst